# BUDDHA BRAND
BUDDHA BRAND（ブッダ・ブランド）は、日本のヒップホップユニット。
1989年に結成。1996年にcutting edgeよりメジャーデビュー。2005年に、MC3名によってILLMATIC BUDDHA MC'Sを結成。2019年5月5日より再始動。

## メンバー

### MC
- DEV LARGE（デヴラージ、1969年11月24日 - 2015年5月4日[1]）

リーダー。全てのプロデュース及びトラックメイキングも担当した。2005年以降は、D.L名義で活動。本名は、今 秀明（こん ひであき）。
- CQ（シーキュー）

1998年以降は、主にキエるマキュウのメンバーとして活動。本名は、平栗 隆（ひらぐり たかし）。
- NIPPS（ニップス）

2007年以降は、TETRAD THE GANG OF FOUR、The Sexorcistのメンバーとして活動。本名は、木村 秀己（きむら ひでみ）。

### DJ
- DJ MASTERKEY（ディージェイ・マスターキー）

本名は、矢沢 正樹（やざわ まさき）。

## 来歴
1988年にCQ、DJ MASTERKEYがニューヨークに渡り、1989年にDEV LARGE、NIPPSと出会い、前身グループ「うわさのチャンネル」を結成。1990年にグループ名をBUDDHA BRANDに改名し、本格的に活動を開始。
1995年に日本に帰国し、翌1996年5月22日、シングル「人間発電所」でcutting edgeよりデビュー。同年7月7日に開催されたヒップホップイベント「さんピンCAMP」に出演。SHAKKAZOMBIEとのユニット大神としての出演や、DEV LARGEはLAMP EYEの「証言」のMCとしても出演した。
1996年12月4日、シングル「黒船」を発売。翌1997年4月23日にシングル「ブッダの休日」を発売し、同年11月12日にもシングル「天運我に有り（撃つ用意）」を発売。また、当楽曲はトヨタ自動車「ハイラックス ピックアップ」のCMソングに起用、BUDDHA BRAND自身もCMに出演した。1998年にDEV LARGEがレコードレーベル「EL DORADO RECORDS」を設立。
2000年1月26日、ミニアルバム『DON'T TEST DA MASTER』を発売し、同年3月15日にはベストアルバム『病める無限のブッダの世界 〜BEST OF THE BEST（金字塔）〜』を発売。同年7月28日のフジロックフェスティバルに「BUDDHA BRAND & EL DORADO ALL STARS」としてEL DORADO RECORDS所属のLUNCH TIME SPEAX、SUIKENらと共に出演。

以降はBUDDHA BRANDとしての活動は休止状態となり、メンバーはそれぞれソロ活動や客演等で活動していたが、2015年以降グループ名義でイベントに出演するなど事実上再結成している。
2003年、ベストアルバムの再編集盤『DEV LARGE プレゼンツ:病める無限のラップの世界』、『DEV LARGE プレゼンツ:病める無限のインストの世界』を同時発売。2005年、MC3名によってILLMATIC BUDDHA MC'Sを結成。
2011年1月19日、DEV LARGEがBUDDHA BRAND関連音源を使用したミックスCD『D.L presents : Official Bootleg Mix-CD "ILLDWELLERS" g.k.a ILLMATIC BUDDHA MC'S Mixed by MUTA』をcutting edgeより発売。メンバーそれぞれのソロ作品や客演作品からも選曲されており、ミックスはDJ MUTA（JUSWANNA）が担当した。このミックスCDを制作することになったきっかけについてDEV LARGEは、「出来の悪いBUDDHA BRANDのミックスCDが半ばオフィシャルな状態で勝手に出されてる」との報告を受け、「変なもんをブッダのファンが掴まされないためにオフィシャルを作らなければならないと思わされた。」とコメントしている。
2015年5月4日早朝にDEV LARGEが急逝。5月5日にK DUB SHINE、ZeebraらがTwitter等のSNSで報じ、6日にはDEV LARGEの所属レーベルであるPヴァインによって公式に発表された。
2019年5月5日、再始動を発表。10月30日には再始動後初のアルバム、『これがブッダブランド!』がリリースされた。

## ディスコグラフィ

### シングル
|     | 発売日         | タイトル                 | 規格品番   | 備考                |
| --- | -------------- | ------------------------ | ---------- | ------------------- |
| 1st | 1996年5月22日  | 人間発電所 プロローグ    | CTCR-14043 | 2003年12月3日再発売 |
| 2nd | 1996年12月4日  | 黒船                     | CTCR-14061 |                     |
| 3rd | 1997年4月23日  | ブッダの休日             | CTCR-14072 |                     |
| 4th | 1997年11月12日 | 天運我に有り（撃つ用意） | CTDR-24014 | 2003年12月3日再発売 |

### アルバム
|          | 発売日         | タイトル                                               | 規格品番                        | 備考                                                                |
| -------- | -------------- | ------------------------------------------------------ | ------------------------------- | ------------------------------------------------------------------- |
| 1st mini | 2000年1月26日  | DON'T TEST DA MASTER                                   | CTCR-40032                      | オリコン最高23位、登場回数4回                                       |
| Best     | 2000年3月15日  | 病める無限のブッダの世界 〜BEST OF THE BEST (金字塔)〜 | CTCR-14150/1                    | 2枚組ベストアルバム オリコン最高15位、登場回数10回                  |
| Best     | 2003年12月3日  | DEV LARGE プレゼンツ:病める無限のラップの世界          | CTCR-14308                      | ベストアルバムの再編集盤                                            |
| Best     | 2003年12月3日  | DEV LARGE プレゼンツ:病める無限のインストの世界        | CTCR-14309                      | ベストアルバムの再編集盤                                            |
| Best     | 2019年10月30日 | これがブッダブランド!                                  | BN-229:通常盤 BN-230:生産限定盤 | 生産限定盤はインストCDが付属した2枚組 オリコン最高21位、登場回数3回 |

### アナログ
- 「Funky Methodist / ILLSON」（1995年） - 12"EP
- 「人間発電所 (ORIGINAL '95 VINYL VERSION)」（1995年） - 12"EP
- 「Funky Methodist」 （1997年） - 12"EP
- 「ブッダの休日」（1998年） - 12"EP
- 「REMIX (KRUSH GROOVE4)」（1998年） - 12"EP
- 「DON'T TEST DA MASTER」（1999年） - 12"EP
- 「HI-JACK」（1999年） - 12"EP
- 「RETURN OF THE BUDDHA BROS.」（1999年） - 12"EP
- 「人間発電所 (CLASSIC MIX) / 大怪我3000」（1999年） - 12"EP
- 「Codeな会話」（2019年6月19日） - 7"EP
- 「PUNCH (仮)」（2019年8月14日） - 7"EP
- 「Kushokan」（2019年11月20日） - 7"EP
- 「これがブッダブランド!」（2020年5月27日） - LP

### その他
- 加藤ミリヤ「夜空」（2004年9月8日）
  - 「人間発電所」をサンプリング

## ILLMATIC BUDDHA MC'S
2005年、アメリカ・ニューヨークのヒップホップグループ、ウルトラ・マグネティック・MC'Sのカバー「Bait 2005」をえん突つレコーディングよりアナログシングルとして発売。同楽曲は同年8月3日にMASTERSIX FOUNDATIONから発売されたコンピレーションアルバム『えん突つサンプラー Vol.2』に収録されている。
2006年11月29日、スチャダラパーとのスプリットシングル「TOP OF TOKYO/TT2 オワリのうた」を発売。ILLMATIC BUDDHA MC'Sによる「TOP OF TOKYO」がアニメ『TOKYO TRIBE2』の主題歌、スチャダラパーによる「TT2 オワリのうた」がエンディングテーマとなっている。

### ディスコグラフィ

#### スプリットシングル
- スチャダラパー
  - 「TOP OF TOKYO/TT2 オワリのうた」　（2006年11月29日） - アニメ『TOKYO TRIBE2』の主題歌

#### アナログ
- 「病める無限のブッダの世界 〜Best Of The Best（金字塔）〜」 - 3枚組。
- 「病める無限のブッダの世界 〜Best Of The Best（金字塔）〜 Inst Album」　- 3枚組。
- 「BAIT 2005」

#### コンピレーション
- 「えん突つサンプラー vol.2」（2005年8月3日）
  - 「BAIT 2005 feat. KURO-OVI」